# Mine d'argent de Combe Martin
La mine d’argent de Combe Martin fut l’un des plus riches gisements d’argent de l'histoire de l’Angleterre, exploité au Moyen Âge puis à la Renaissance. Elle est située dans le village de Combe Martin, au nord du Devon, au bord de la mer, à six kilomètres à l’ouest du port d'Ilfracombe et en bordure du parc national d'Exmoor, tout près de la Cornouaille, 
La riche histoire des mines de Cornouailles et du Devon, favorisée très tôt par des chartes protégeant les droits des mineurs, a permis à la mine de monter en puissance à la fin du XIIIe siècle et de financer la guerre de Cent Ans.
Le site tire son nom d’une famille normande installée en Angleterre et au Pays de Galles entre 1085 and 1342, dont l’un des membres s’appelait Martin Martin de Wallis et épousa Geva de Burci, et lui donna un fils Robert fitz Martin (en), son épouse se remariant après sa mort avec William de Falaise (en), un proche de Guillaume le Conquérant, qui possédait 29 seigneuries dans le Devon, dont la principale à Dartington, un don de Guillaume le Conquérant.

## Mine qui a financé la guerre de Cent Ans
L’historien et antiquaire anglais William Camden (1551–1623) écrivit en 1607 une étude détaillée de la topographie des îles britanniques, appelée « Britannia », dans laquelle il explique que le roi d’Angleterre utilisa l’argent de la mine de Combe Martin pour financer la guerre contre la France, qu’il mena de 1312 à 1377. Son frère John d’Eltham, était comte de Cornouaille et en 1337, le comté fut érigé en duché.
La région a toujours été considérée comme stratégique par les rois anglais, spécialement depuis l’invasion normande de 1066. Le premier comte de Cornouaille était Robert de Mortain, le demi-frère de Guillaume le Conquérant.
Lors de cette guerre de Cent Ans, la couronne d'Angleterre prit l’avantage grâce aux premiers vrais canons, qui perforent les murs des citadelles françaises. C'est la famille Peruzzi de Florence qui prête, en prenant des gages sur les mines du Devon, rachetées aux Frescobaldi par la Couronne d'Angleterre.
William Camden écrit dans le même livre que l’agent de cette mine a aussi servi à financer la « chevauchée en France » d’Henri V (1387 – 1422), qui monta sur le trône en 1413 et lança en août 1415 une grande campagne de conquête de la France, s’emparant d’Harfleur, le 22 septembre, puis de Calais et remportant en octobre la célèbre victoire d’Azincourt avant de gagnée ensuite à Crécy et Poitiers.
Le développement des mines d’argent s’accompagnait de celui des mines d’étain, connues depuis l’Antiquité, et ensuite accéléré par les Stannaries, ces chartes organisant l’extraction et le raffinage du métal en divers districts ayant chacun sa charte et son tribunal pour protéger les droits des mineurs.

## Hausse de la production en 1297 puis en 1298, grâce à des investissements
En cinq ans, de 1292 à 1297, les mines du Devon produisirent la valeur de 4046 livres d’argent et 360 livres de plomb. En 1297, le roi d'Angleterre décide de sanctionner le roi de France Philippe le Bel, qui avait en 1294 puis 1296 dévalué l'écu (louis d'or) en diminuant son poids d'or : il décide le blocus des exportations britanniques de laine brute vers la France, ce qui pénalise les quatre villes tisserandes de la Flandre/Nord de la France (Arras, Ypres, Bruges et Gand) et provoque plus tard en 1302 à Bruges une révolte ouvrière se traduisant par l'assassinat de centaines de Français.
Au même moment, les florentins ont au contraire créé un des premiers « hôtels des monnaies », la corporation des changeurs opérant sur le « punto veccio » à Florence, corporation qui décide de créer en 1252 une monnaie en or, le florin. Pour que celle-ci s’apprécie contre l’argent et devienne une monnaie recherchée, ils décident d’encourager les Anglais à produire plus d’argent-métal, ce qui aura pour effet de dévaluer l’argent face à l’or.
Un an plus tard, en 1298, la production des mines d’argent du Devon doubla, grâce au creusement des "areines", des galeries de drainage légèrement inclinées qui permettent d’évacuer à flanc de colline l’eau des mines. Nécessitant près de cent mineurs, elles furent efficaces, permettant d’exploiter la mine été comme hiver.

## Rôle des financiers italiens de Florence
La famille Frescobaldi, de riches banquiers florentins s’intéresse à ces mines au rendement si prometteur. Les Frescobaldi tissaient alors des liens étroits avec les souverains, auxquels ils avancent de grosses sommes d'argent contre des privilèges comme la gestion des mines du Devon, ou la perception des droits royaux en Irlande, ou celle des revenus agricoles du Duché de Guyenne, dans le Sud-Ouest de la France. En 1300, ils contrôlent même le bureau de l’exchange, qui leur permet de contrôler la politique monétaire de l’Angleterre.
En 1299, ils signent un contrat avec Londres permettant d’acheter le minerai au prix de 5 sous la charge, au maximum, l’une des onze clauses prévoyant un éventuel prix plus bas si les deux parties s’accordent. Par ailleurs, le contrat de location prévoyait un tarif de 20 sous par charge, le roi devant de son côté payer les dépenses de matériel occasionnées par l’extraction. Les mines ne sont louées que pour un an, contrat reconductible, le but étant d’inciter les italiens à développer le site, comme dans un financement de projet.

## Angleterre reprenant l'exploitation à son compte
Ne parvenant pas à obtenir le minerai au tarif réduit espéré, ni à produire à un coût aussi bas qu’espéré, ils subirent des pertes et ne renouvelèrent pas leur contrat. Le roi d’Angleterre reprit l’exploitation à son compte et en 1305, elle rapporta encore plus qu’en 1298.
Au cours du XIVe siècle, la production d’argent du Devon s’épuise, malgré les prospections opérées par des mineurs allemands appelés par le roi. Mais en 1330, un riche gisement de plomb argentifère est découvert près de la ville de Priddy, dans le Somerset.
En 1305, le roi Édouard III décrèta des Stannaries séparés pour le Devon et la Cornouaille. La production d’étain atteint en 1337 pour les deux régions 650 tonnes mais chute après la Grande peste à 250 tonnes puis remonte en 1400 à 800 tonnes. La production dans le Devon va ensuite s’essouffler et se révéler inférieure à 25 % de celle de la Cornouaille sur la période 1450-70.
Cette proportion monte ensuite à 25-40 % jusqu’au XVIe siècle, mais cette période voit un déclin relatif de la production globale des deux régions.

## Relance du site en 1586
Plus tard, à la fin du XVIe siècle, au cours du règne d'Élisabeth Ire, Sir Beavis Bulmer, réputé très habile dans l'affinage des métaux, fut l'un des trois partenaires qui en 1586 découvrirent une mine d'argent à Combe Martin qui rapporta 20 000 sterling à chacun des trois associés en seulement deux ans.
Sir Beavis Bulmer fit faire deux coupes de 137 onces d’argent, dont il offrit l'une à William Bouchier, comte de Bath, et l'autre au lord maire de Londres avec une inscription décrivant l’origine historique du métal.
Sur le site de Combe Martin, plusieurs tunnels peuvent toujours être vus de même que la maison qui abritait une roué servant à remonter le minerai. Plusieurs des joyaux de la couronne britannique viennent de l’argent extrait à Combe Martin.
L’autre mine d’argent du Devon est à Bere Ferrers sur la côte Sud du Devon, à huit kilomètres au nord de Plymouth.